# Denis Forestier
Denis Forestier, né le 6 mai 1911 à Maurs (Cantal) et mort le 8 mars 1978 à Maisons-Laffitte (Yvelines), est un instituteur devenu successivement secrétaire général du Syndicat national des instituteurs (1952-1962), membre du Bureau de la Fédération de l'Éducation nationale (1949-1963) et président de la Mutuelle générale de l'Éducation nationale (1962-1977). Il est le président fondateur du Comité de coordination des œuvres mutualistes et coopératives de l'Éducation nationale (CCOMCEN).  

## Jeunesse et formation
Denis Forestier, issu d'un milieu modeste perd son père peu après sa naissance et sa mère à l'âge de quinze ans. Il est alors recueilli par un oncle boulanger à Figeac (Lot). Élève du cours complémentaire, il est admis à l'école normale d'instituteurs d'Aurillac (Cantal) dont il sort en 1930. Il est alors affecté dans le Lot à Sainte-Colombe, premier poste d'une carrière professionnelle intégralement accomplie dans des écoles à classe unique. La même année, il entame son service militaire, suit les cours de l'école de Saint-Maixent et devient officier de réserve à Brive. 
Au début des années trente, il adhère au Parti socialiste SFIO qu'il quittera en 1958. Militant syndical dès l’avant-guerre, secrétaire adjoint de la section lotoise du SNI, il est également secrétaire adjoint de l'Union départementale de la CGT et secrétaire de l'union locale CGT de Figeac. Après la réunification syndicale, il sympathise avec le courant École émancipée en un moment où, au Parti socialiste, il est proche de la «gauche révolutionnaire» de Marceau Pivert. Denis Forestier était également sportif : trois-quarts centre dans l’équipe du Stade figeacois, il fut sélectionné pour l’équipe nationale universitaire de rugby. 
En 1939, Denis Forestier est mobilisé comme lieutenant de réserve, commandant une compagnie du 215e régiment d'infanterie alpine chargée de la défense du col du Petit Saint-Bernard. Démobilisé, il est, en raison de ses anciennes activités, déplacé par le préfet et placé en résidence surveillée. Une pétition de protestation de ses collègues lui permettent d'être réaffecté à une dizaine de kilomètres de Cahors. Il s'engage alors dans la Résistance, crée un réseau d'alerte pour empêcher les opérations de représailles de l'Occupant allemand contre la Résistance et la population. Il devient responsable régional et départemental de la résistance administrative des MUR. Il participe à ce titre, à la Libération, au comité départemental d'épuration. 

## Le responsable national du SNI et de la FEN
À la Libération, Denis Forestier redevient secrétaire adjoint de la section départementale du Lot du Syndicat national des instituteurs (SNI). Il est parallèlement secrétaire départemental de la Fédération de l'Éducation nationale. Il est élu au Bureau national du SNI en 1947 et de son Secrétariat permanent en 1948. Au moment du passage à l'autonomie du SNI et de la FEN par refus de la scission entre CGT et Force ouvrière, il joua un rôle dans les discussions conduisant à la célèbre motion Bonissel-Valière qui traduisait ce choix. Il assume ensuite, comme adjoint au secrétaire général Henri Aigueperse, la responsabilité des questions corporatives et administratives. Aigueperse, empêché de se représenter à cette fonction en raison d'une règle statutaire de l'époque limitant le nombre de mandats successifs, le propose pour lui succéder. Denis Forestier exerce ce mandat de 1952 à 1962. Parallèlement, il siège également au Bureau de la Fédération de l'Éducation nationale (FEN), mais également au conseil d'administration et au bureau de la MGEN. Orateur hors pair, Denis Forestier fixe des méthodes de travail strictes, Comme le précise Bruno Frappat dans l'article nécrologique paru dans Le Monde du 11 mai 1978: «Son autorité sur le SNI. — qu'il» dirigea pendant dix ans — s'exerça avec une poigne de fer. Il admettait qu'on discutât avant les décisions, mais après il exigeait qu'on passât à l'exécution.»
Sur le plan éducatif, son mandat est marqué par le développement de la scolarité, notamment les cours complémentaires et des divergences sur ce que recouvre la notion de «démocratisation scolaire». Le SNI soutient en 1956 le projet de René Billères, mort-né en raison des conservatismes. Il est marqué aussi par la poursuite de la lutte contre la loi Marie-Barangé de 1951 qui introduisait des aides à l'enseignement privé, et le regret de ne pas voir cette législation remise en cause par le gouvernement de Front républicain élu en 1956. Sur ce plan, les débuts de la Ve République sont marqués par l’action conduite alors par le Comité national d'action laïque (CNAL) contre la loi Debré de 1959. Celle-ci autorisant le financement de l’enseignement privé par l’État via des contrats (simples ou d'association). Avec le CNAL, le SNI s’engage dans une campagne de signatures pour la défense de l’école laïque qui se termina par l’important rassemblement de Vincennes, le 19 juin 1960, où Denis Forestier fait acclamer le serment dit de Vincennes, de « lutter sans trêve et sans défaillance jusqu’à l’abrogation de la loi Debré et d’obtenir que l’effort scolaire de la République soit uniquement réservé à l’école de la nation, espoir de notre jeunesse ». 
En 1957, il est l'artisan majeur de l’appel Pour un syndicalisme uni et démocratique (PUMSUD), soutenu par la FEN l’appui de syndicalistes CGT et FO, qui visait à la réunification syndicale dans le respect de l'indépendance syndicale mais se heurta à l’opposition résolue des deux centrales. 
En 1958, il joue un rôle de premier plan dans la décision du SNI et de la FEN de s'opposer au coup de force visant à faire revenir le général de Gaulle au pouvoir. C'est à cette occasion qu'il cessa d'adhérer à la SFIO et soutient de fait le Parti socialiste autonome qui s'était constitué en rupture avec la politique algérienne du gouvernement Guy Mollet. Il était d'ailleurs à l’origine du soutien de la majorité du SNI et de la FEN à la tentative de régler pacifiquement le conflit algérien par une «conférence de la Table ronde» incluant le FLN mais également le courant de Messali Hadj. Mais cet homme de conviction tient à éviter le «mélange des genres»: c'est bien sûr une logique de ligne syndicale dans la continuité que lui succède en 1962 Pierre Desvalois, resté pour sa part fidèle à la SFIO.
Défenseur intransigeant des libertés, Denis Forestier reste célèbre par son intervention au congrès de la FEN (20-22 novembre 1956) où il critique longuement Georges Fournial  leader communiste de la tendance dite alors cégétiste qui venait d’approuver devant le congrès l’intervention soviétique en Hongrie. Président de la MGEN, il assuma plus tard (1976) la solidarité avec Leonid Pliouchtch, dissident soviétique interné dans un hôpital psychiatrique libéré au terme d'un intense campagne internationale du Comité des mathématiciens (animé notamment par Laurent Schwartz) avec l'appui du SNI et de la FEN.

## Le président de la MGEN
En 1960, le décès prématuré de Marcel Rivière, contraint Denis Forestier à assumer plus tôt que prévu — et pendant deux ans concomitamment avec le secrétariat général du SNI — la présidence de la Mutuelle générale de l'Éducation nationale (MGEN) qu'il exerce jusqu'en 1977. Son influence reste cependant importante sur le SNI et la FEN, au-delà même du champ social qui est désormais sa responsabilité première. 
C'est pendant son mandat que la MGEN connaît une forte expansion, d'une part en raison de l’accroissement considérable des effectifs scolarisés et donc des personnels, mais aussi par la création de nombreux services et établissements. Ces créations étaient novatrices comme la première consultation d'orthogénie, à partir de 1962. Il est également à l'origine du Centre de formation de la MGEN.
Il cesse d'exercer son mandat en 1977 en raison d'une règle de limite d'âge qu'il avait lui-même fait instituer. Il est alors remplacé par Pierre Chevalier, également issu du secrétariat permanent du SNI.

## Autres mandats, responsabilités et engagements
Membre du Conseil d'administration ou du Bureau d'organisations liées à l’Éducation nationale, Denis Forestier est à l'origine de la création du CCOMCEN qu’il préside de 1971 à son décès. Membre du conseil d’administration de la Fédération nationale de la mutualité française (FNMF) depuis 1964, il entre à son comité exécutif en 1969 avant d'en devenir vice-président en 1971.
En 1970, il est nommé président du Comité interministériel des services sociaux de la Fonction publique de l'État. En 1975, sur proposition de Pierre Laroque, il devient nommé  conseiller d'État en service extraordinaire à la section des Affaires sociales. 
Ses convictions restent cependant inébranlablement ancrées à gauche: toujours fortement attaché au département du Lot, il y préside encore, à la fin des années soixante, la Fédération de la gauche démocrate et socialiste.

## Hommages

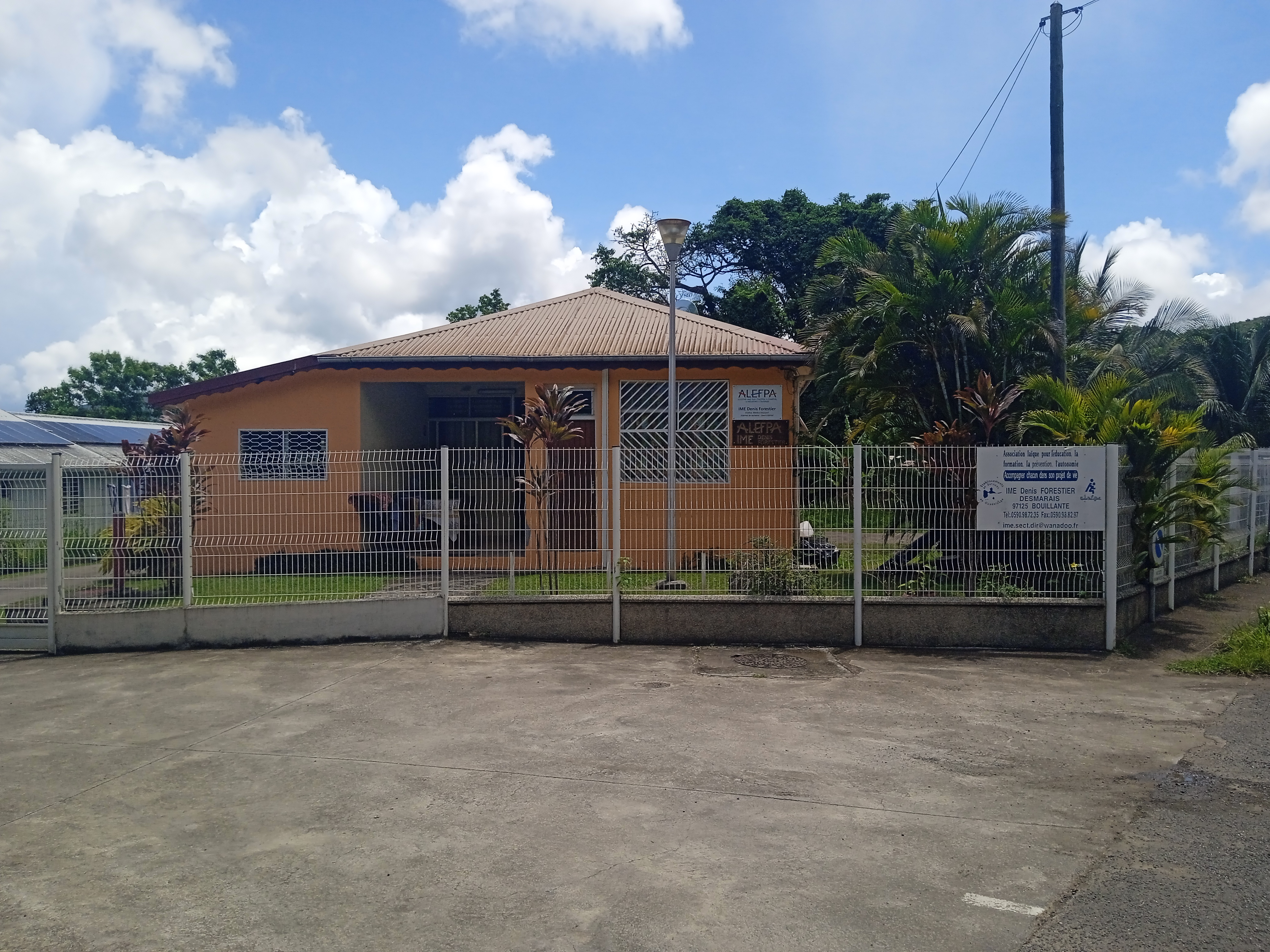
IME Denis Forestier à Bouillante.

Plusieurs établissements portent son nom notamment : un centre gériatrique auquel est rattaché l'EHPAD de La Verrière, une école maternelle d'application située à Alfortville, un SESSAD à Port-Louis en Guadeloupe et un IME à Bouillante.
Une rue de Cahors porte le nom de Denis Forestier (au numéro 14 s'y trouve la maison de l'enseignement commune à plusieurs organisations de l'Éducation nationale).